# Fossombronia tumida
Fossombronia tumida är en bladmossart som beskrevs av William Mitten. Fossombronia tumida ingår i släktet bronior, och familjen Fossombroniaceae. Inga underarter finns listade i Catalogue of Life.